# Carpenteriinae
Carpenteriinae es una subfamilia de foraminíferos bentónicos de la familia Victoriellidae, de la superfamilia Planorbulinoidea, del suborden Rotaliina y del orden Rotaliida. Su rango cronoestratigráfico abarca desde el Paleoceno hasta la Actualidad.

## Clasificación
Carpenteriinae incluye a los siguientes géneros:
- Bermudezella †
- Carpenteria
- Gyroidinella †
- Neocarpenteria †
- Neogyroidina †
- Pseudogloborotalia †

Otros géneros considerados en Carpenteriinae son:
- Carpenterella †, aceptado como Bermudezella
- Cubanella †, aceptado como Neocarpenteria
- Dujardinia †, considerado sinónimo posterior de Carpenteria